# Creediidae
La famiglia dei Creediidae comprende 17 specie di pesci d'acqua salata dell'ordine dei Perciformes.

## Distribuzione
I Credidi sono diffusi in una fascia dell'oceano Indo-Pacifico compresa tra il Sudafrica e le Hawaii fino all'Isola di Pasqua compresa.

## Specie
- Genere Apodocreedia
  - Apodocreedia vanderhorsti
- Genere Chalixodytes
  - Chalixodytes chameleontoculis
  - Chalixodytes tauensis
- Genere Creedia
  - Creedia alleni
  - Creedia bilineatus
  - Creedia haswelli
  - Creedia partimsquamigera
- Genere Crystallodytes
  - Crystallodytes cookei
  - Crystallodytes pauciradiatus
- Genere Limnichthys
  - Limnichthys donaldsoni
  - Limnichthys fasciatus
  - Limnichthys nitidus
  - Limnichthys orientalis
  - Limnichthys polyactis
  - Limnichthys rendahli
- Genere Schizochirus
  - Schizochirus insolens
- Genere Tewara
  - Tewara cranwellae